# Pseudomicrocara elstoni
Pseudomicrocara elstoni es una especie de coleóptero de la familia Scirtidae.

## Distribución geográfica
Habita en Australia.